# Lamothe-Fénelon
Lamothe-Fénelon é uma comuna francesa na região administrativa de Occitânia, no departamento de Lot. Estende-se por uma área de 13,99 km². Em 2010 a comuna tinha 305 habitantes (densidade: 21,8 hab./km²).